# Mana (computerspelserie)
Mana is een Japanse serie van computerspellen in het fantasygenre. De serie actierollenspellen zijn bedacht door Koichi Ishii en is eigendom van Square Enix. In Japan is de spelserie uitgebracht onder de naam Seiken Densetsu.
De serie begon als een zijverhaal van Square's Final Fantasy-serie. In het tweede spel verdwenen de Final Fantasy-elementen en werd het een meer op zichzelf staande spelserie. Er zijn vier spellen verschenen tussen 1991 en 1999. Een remake verscheen in 2003. In 2006 en 2007 werden nogmaals vier spellen uitgebracht. Nadat de World of Mana-subserie eindigde, verschenen vanaf 2013 drie spellen.
In de spellen speelt de wereldboom een terugkerende rol, evenals het heilige zwaard en de gevechten tegen hen die deze krachten willen stelen.

## Spellen in de serie
| Jaar | Titel                   | Platform                        | Opmerkingen |
| ---- | ----------------------- | ------------------------------- | --- |
| 1991 | Final Fantasy Adventure | Game Boy                        | - Uitgebracht als Seiken Densetsu: Final Fantasy Gaiden in Japan - Verscheen in Europa onder de titel Mystic Quest (1993) |
| 1993 | Secret of Mana          | Super NES                       | - Uitgebracht als Seiken Densetsu 2 in Japan - Verscheen in Europa in 1994                                                |
| 1995 | Trials of Mana          | Super Famicom                   | - Niet buiten Japan uitgebracht - Verscheen als Seiken Densetsu 3 in Japan                                                |
| 1999 | Legend of Mana          | PlayStation                     | - Uitgebracht als Seiken Densetsu 4 in Japan - Niet in Europa uitgebracht                                                 |
| 2003 | Sword of Mana           | Game Boy Advance                | - Remake van Final Fantasy Adventure - Uitgebracht als Shin'yaku: Seiken Densetsu in Japan - Verscheen in Europa in 2004  |
| 2006 | Children of Mana        | Nintendo DS                     | - Verscheen in Europa in 2007                                                                                             |
| 2006 | Friends of Mana         | mobiel                          | - Niet buiten Japan uitgebracht                                                                                           |
| 2006 | Dawn of Mana            | PlayStation 2                   | - Niet in Europa uitgebracht                                                                                              |
| 2007 | Heroes of Mana          | Nintendo DS                     | - Ontwikkeld door Brownie Brown (tegenwoordig 1-Up Studio Inc.)                                                           |
| 2013 | Circle of Mana          | Android, iOS                    | - Niet buiten Japan uitgebracht - Verscheen als Seiken Densetsu: Circle of Mana in Japan                                  |
| 2014 | Rise of Mana            | Android, iOS, PS Vita           | - Niet buiten Japan uitgebracht - Verscheen als Seiken Densetsu: Rise of Mana in Japan                                    |
| 2016 | Adventures of Mana      | Android, iOS, PS Vita           | - 3D-remake van Final Fantasy Adventure - Verscheen als Seiken Densetsu: Final Fantasy Gaiden in Japan                    |
| 2018 | Secret of Mana          | PlayStation 4, PS Vita, Windows | - HD-remake van het SNES-spel                                                                                             |
| 2019 | Collection of Mana      | Switch                          | - Verzameleditie met Seiken Densetsu 1, 2 en 3                                                                            |

## Ontvangst
De Mana-serie werd in zijn geheel gemengd ontvangen. Vroege spellen in de serie zijn positief ontvangen, terwijl recente spellen lagere scores hebben. Secret of Mana wordt beschouwd als een van de beste 2D actierollenspellen. De muziek van dit spel werd gespeeld tijdens verschillende orkestrale concerten.
In maart 2011 werd bekend dat de Mana-serie wereldwijd in totaal ruim 6 miljoen keer is verkocht.